# Dictis
En la mitología griega, Dictis (Δίκτυς, Díktys; esto es, «red») era el hermano del rey de la isla de Sérifos, Polidectes, y es especialmente recordado por ser el benefactor de Perseo y Dánae. 
Según la genealogía común Dictis y Polidectes habían nacido de la unión entre Magnes, hijo de Eolo, y una ninfa náyade innominada; también se dice que ambos hermanos fueron los colonizadores de la isla de Sérifos. Otras versiones minoritarias nos dicen que Dictis y Polidectes eran hijos de unos tales Perístenes y Andrótoe, o bien de Poseidón y Cerebia, de la que tampoco se sabe nada más. A diferencia de su hermano, a Dictis se lo describe como un simple pescador, a pesar de la importancia de su abolengo. De hecho en una tragedia de Esquilo se describe a Dictis trabajando con otros pescadores, lo que parece una anomalía pues Magnes, el padre de Dictis, es hijo de Tuya —hija de Deucalión— y del mismísimo Zeus; y el propio Dictis también aparece en el Catálogo de mujeres en relación con esta ínclita genealogía. Se han identificado imágenes de Dictis en vasijas del siglo V en los que aparece ataviado de pescador. Dictis también le ha dado su nombre a una tragedia homónima de Eurípides, de la que apenas se han conservado unos pocos versos.
Fue precisamente Dictis quien recogió el arca en la que viajaban a la deriva Dánae y Perseo, la rompió hasta abrirla hasta descubrir en su interior a la madre y el niño. Después los condujo ante Polidectes, quien se casó con Dánae y condujo a Perseo al templo de Atenea. Dictis era un hombre benévolo y crió a Perseo como su propio hijo. Más tarde Polidectes reveló su auténtica naturaleza violenta y abusó de Dictis y Dánae: estos no tuvieron más opción que huir del tiránico rey y se refugiaron en el templo suplicando piedad. Por suerte Perseo, que había salido de Sérifos en busca de la cabeza de la gorgona Medusa a petición de Polidectes, regresó justo a tiempo y los vio en el templo. Lleno de cólera vengativa Perseo entró en el palacio donde Polidectes había reunido a sus amigos, y volviéndose les mostró la cabeza de la gorgona: cada uno de los que miraron quedó petrificado en la posición en que se encontraba. Tras la muerte de Polidectes Perseo dejó a Dictis como el nuevo rey de Sérifos.
Pausanias nos dice que «en Atenas hay un recinto sagrado de Perseo y un altar de Dictis y de Clímene, llamados salvadores de Perseo». No se sabe quién era esa tal Clímene, ni si era la esposa de Dictis, pero algunos dicen que pudiera tratarse de la oceánide Clímene mencionada en la Teogonía.